# Gerardo Werthein
Gerardo Werthein (Buenos Aires, 3 de dezembro de 1955) é um médico veterinário e empresário argentino. É o ministro de Relações Exteriores, Comércio Internacional e Culto desde 31 de outubro de 2024, anteriormente ocupou o cargo de embaixador argentino nos Estados Unidos desde o começo da presidência de Javier Milei.
Foi presidente do Comitê Olímpico Argentino (COA) entre 2009 e 2021 e membro do Comitê Olímpico Internacional (COI) e do Olympic Broadcasting Services (OBS) desde 2011. Ingressou no Comitê Executivo do Comitê Olímpico Internacional em 2020. Durante sua gestão, Buenos Aires foi designada sede dos Jogos Olímpicos da Juventude Buenos Aires 2018, que se realizaram durante o mês de outubro desse ano.

## Biografia
Werthein nasceu no seio de uma família russa de origens judias. Seu bisavô Leon Werthein emigrou junto com sua esposa da Bessarabia para a Argentina em 1904, escapando da perseguição do povo judeu por parte do Império russo. A família Werthein começou uma extensa actividade pecuária no país, chegando a formar um dos conglomerados econômicos mais importantes da Argentina, o Grupo Werthein que, entre outros negócios, chegou a ser proprietário da empresa de telefonia Telecom.

### Trajectória
Apaixonado dos equinos, estudou Ciências Veterinárias na Universidade de Buenos Aires, e praticou equitação de maneira profissional, enquanto combinava isto com suas obrigações empresariais familiares, como a direção da Telecom. Finalmente, decidiu dedicar-se de cheio à gerência desportiva e à promoção dos desportos de alta concorrência — impulsionou um imposto sobre a telefonia móvel para financiar o Centro Nacional de Alto Rendimento Desportivo –, conseguindo a presidência do Comitê Olímpico Argentino em 2009. Estando à frente do Comitê Olímpico Argentino, Buenos Aires foi eleita como sede dos Jogos Olímpicos da Juventude de Buenos Aires 2018, sendo a primeira vez que a Argentina hospedou um evento do COI.

### Embaixador nos Estados Unidos
Depois da vitória eleitoral de Javier Milei nas eleições presidenciais de 2023, Werthein acompanhou Milei em uma viagem a Nova York e encontrou-se presente nas reuniões que Milei manteve com diferentes figuras, entre elas Bill Clinton. Depois que Milei assumiu a presidência, foi nomeado embaixador argentino nos Estados Unidos. Finalmente, seu edital foi aprovado pelo Senado da Nação Argentina no 18 de abril de 2024.

### Chanceler
Em 30 de outubro de 2024, a chanceler Diana Mondino foi destituída devido a seu voto favorável ao levantamento do embargo a Cuba nas Nações Unidas. Em resposta, o presidente Javier Milei designou-o como novo ministro de Relações Exteriores.